# Плотников, Пётр Сергеевич
Пётр Сергеевич Плотников (род. 6 марта 2003, Санкт-Петербург, Россия) — российский автогонщик, мастер спорта, вице-чемпион России в классе «Туринг-Лайт» (2021), двукратный победитель Российской серии кольцевых гонок, в классе S1600 (2020) и в классе «S1600 Юниор» (2019).

## Гоночная карьера
Первый опыт тренировок в сфере спортивного картинга Пётр получил в возрасте восьми лет и практически сразу стал принимать участие в различных соревнованиях по картингу.    
В 2018 году дебютировал в Российской серии кольцевых гонок в команде «Академия ралли», став бронзовым призером первенства страны в классе «Национальный юниор».
В 2019 году стал победителем первенства России по кольцевым автогонкам в классе «S1600 Юниор».
В 2020 году одержал победу в классе S1600 кубка России по кольцевым автогонкам.
В 2021 году стал вице-чемпионом России по кольцевым автогонкам в классе «Туринг-Лайт».
В 2022 году занял третье место на чемпионате России СМП РСКГ. 

## Результаты выступлений

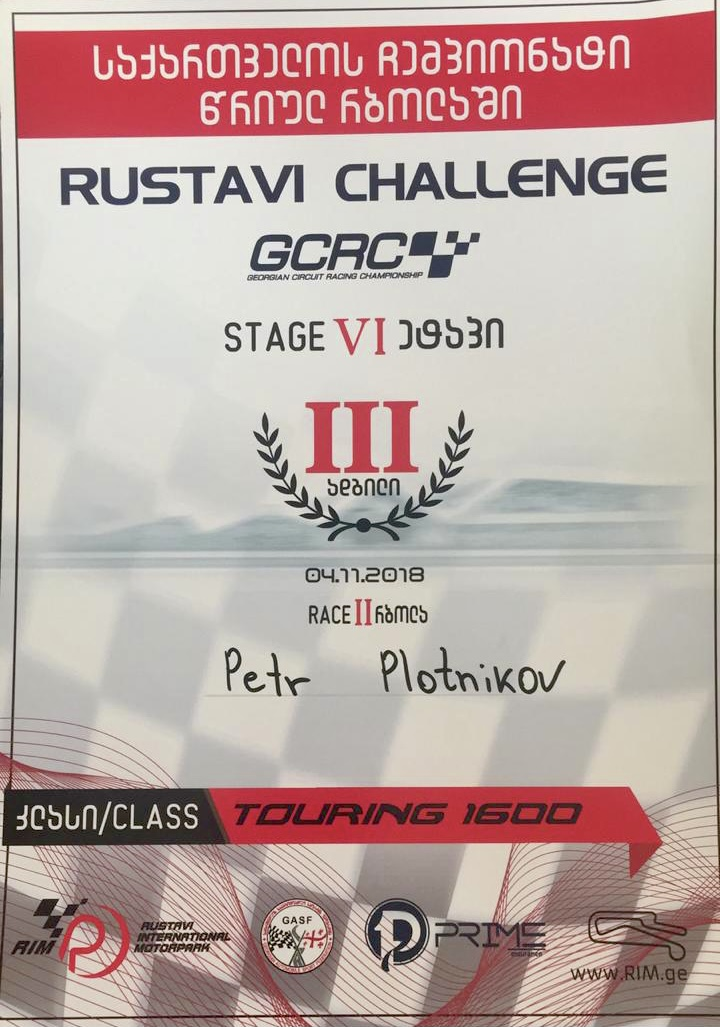
Диплом Петра Плотникова. 3 место, Кубок Грузии по ШКГ Rustavi Challenge GCRC, 2018

### Сводная таблица выступлений в картинге
| Сезон      | Серия                         | Класс      | Команда    | Место | Протокол |
| ---------- | ----------------------------- | ---------- | ---------- | ----- | -------- |
| 2013       | Кубок России по картингу      | Мини       | SNC-racing | 3     | [ 11 ]   |
| 2013       | Первенство России по картингу | Мини       | SNC-racing | 26    | [ 12 ]   |
| 2014       | Кубок России по картингу      | Мини       | SNC-racing | 2     | [ 13 ]   |
| 2014       | Первенство России по картингу | Мини       | SNC-racing | 9     | [ 14 ]   |
| 2015       | Кубок России по картингу      | Супер Мини | SNC-racing | 4     | [ 15 ]   |
| 2015       | Первенство России по картингу | Супер Мини | SNC-racing | 10    | [ 16 ]   |
| 2016       | Первенство России по картингу | KF Junior  | SNC-racing | 21    | [ 17 ]   |
| 2017       | Кубок России по картингу      | OK Junior  | SNC-racing | 4     | [ 18 ]   |
| 2017       | Первенство России по картингу | OK Junior  | SNC-racing | 8     | [ 19 ]   |
| Источники: |                               |            |            |       |          |

### Сводная таблица выступлений в автогонках
| Легенда к таблице |                                                                    |
| --- | ------------------------------------------------------------------ |
| В таблице перечислены результаты всех гонок, в которых принимал участие гонщик. Строками таблицы являются сезоны, столбцами — этапы соревнований. В каждой клетке указаны сокращённое название этапа и результат, дополнительно обозначенный цветом. Расшифровка обозначений и цветов представлена в нижеследующей таблице. |                                                                    |
| \| Пример \| Описание \| \| ------------ \| ------------------------------------------------------------------ \| \| 1 \| Победитель \| \| 2 \| Второе место \| \| 3 \| Третье место \| \| 5 \| Финишировал, заработав очки \| \| Сход \| Не финишировал, но при этом заработал очки \| \| 12 \| Финишировал, не получив очков \| \| НКЛ \| Финишировал, но не попал в финальную классификацию \| \| 15 \| Участвовал вне зачёта, либо по отдельной классификации \| \| 18 \| Не финишировал, но попал в финальную классификацию \| \| Сход \| Не финишировал \| \| НКВ \| Не прошёл квалификацию \| \| НПКВ \| Не прошёл предквалификацию \| \| ДСК \| Дисквалифицирован \| \| ИСК \| Исключён из протокола соревнований \| \| ТТ \| Заявлен для участия только в тренировках \| \| НС \| Участвовал в квалификации, но не стартовал в гонке \| \| Т \| Травмирован или болен \| \| ОТК \| Отказ от участия \| \| НТР \| Прибыл на соревнования, но на трассу не выезжал \| \| НПР \| Был заявлен в числе участников, но не прибыл к началу соревнований \| \| О \| Соревнования отменены \| \| \| Не участвовал \| \| Поул-позиция \| \| \| Быстрый круг \| \| |                                                                    |
| Пример | Описание                                                           |
| 1 | Победитель                                                         |
| 2 | Второе место                                                       |
| 3 | Третье место                                                       |
| 5 | Финишировал, заработав очки                                        |
| Сход | Не финишировал, но при этом заработал очки                         |
| 12 | Финишировал, не получив очков                                      |
| НКЛ | Финишировал, но не попал в финальную классификацию                 |
| 15 | Участвовал вне зачёта, либо по отдельной классификации             |
| 18 | Не финишировал, но попал в финальную классификацию                 |
| Сход | Не финишировал                                                     |
| НКВ | Не прошёл квалификацию                                             |
| НПКВ | Не прошёл предквалификацию                                         |
| ДСК | Дисквалифицирован                                                  |
| ИСК | Исключён из протокола соревнований                                 |
| ТТ | Заявлен для участия только в тренировках                           |
| НС | Участвовал в квалификации, но не стартовал в гонке                 |
| Т | Травмирован или болен                                              |
| ОТК | Отказ от участия                                                   |
| НТР | Прибыл на соревнования, но на трассу не выезжал                    |
| НПР | Был заявлен в числе участников, но не прибыл к началу соревнований |
| О | Соревнования отменены                                              |
| | Не участвовал                                                      |
| Поул-позиция |                                                                    |
| Быстрый круг |                                                                    |

| Год        | Серия                                                                       | Место |
| ---------- | --------------------------------------------------------------------------- | ----- |
| 2024       | Российская серия кольцевых гонок, класс «Туринг-Лайт»                       | 4     |
| 2024       | Российская серия кольцевых гонок, дисциплина «Туринг-Лайт», командный зачет | 1     |
| 2024       | Кубок России, зачет "Эндуранс", дисциплина «Туринг»                         | 3     |
| 2023       | Российская серия кольцевых гонок, класс «Супер-продакшн», 4 этап            | 4     |
| 2023       | Russian Endurance Challenge, класс "GT Pro", 3 этап                         | 2     |
| 2023       | Russian Endurance Challenge, класс "GT PRO SEAT", 4 этап                    | 3     |
| 2022       | Российская серия кольцевых гонок, класс «Туринг-Лайт»                       | 3     |
| 2022       | AKHMAT RACE, класс S1600                                                    | 1     |
| 2021       | Российская серия кольцевых гонок, класс «Туринг-Лайт»                       | 2     |
| 2020       | Российская серия кольцевых гонок, класс S1600                               | 1     |
| 2020       | Серия кольцевых гонок в Санкт-Петербурге, класс «Туринг-Лайт»               | 1     |
| 2019       | Российская серия кольцевых гонок, класс «S1600 Юниор»                       | 1     |
| 2018       | Российская серия кольцевых гонок, класс «Национальный Юниор»                | 3     |
| 2018       | Кубок Грузии по ШКГ Rustavi Challenge GCRC, класс Touring 1600              | 3     |
| Источники: |                                                                             |       |

 ·  Сезон продолжается.